# آيت ملوان (آيت سدرات الجبل العليا)
آيت ملوان هي إحدى مشيخات المملكة المغربية، تتبع جغرافيا لإقليم تنغير وإداريًا لآيت سدرات الجبل العليا. يقدر عدد سكانها بـ 1935 نسمة حسب الإحصاء الرسمي للسكان والسكنى لسنة 2004.